# 北海道新聞文化賞
北海道新聞文化賞（ほっかいどうしんぶんぶんかしょう）は、社会、学術、経済の各分野で北海道の発展に大きな役割を果たした個人や団体に北海道新聞社より贈られる賞である。
1947年の創設以来、社会文化賞・科学技術賞・産業経済賞の各賞を贈呈してきたが、1997年の第51回以降は社会、学術、経済の3部門に対して贈呈されている。
毎年10月に受賞者が発表され、翌11月に行われる贈呈式において正賞及び副賞として賞金100万円が贈呈される。

## 受賞者
出典：
（所属及び肩書等は当時）
| 回次 | 年                 | 社会文化賞                                                   | 科学技術賞                                                     | 産業経済賞                                                           | 特別賞                                       | 備考 |
| ---- | ------------------ | ------------------------------------------------------------ | -------------------------------------------------------------- | -------------------------------------------------------------------- | -------------------------------------------- | ---- |
| 1    | 1947年（昭和22年） | 伊福部昭（作曲家）                                           | 日本製鋼所室蘭製作所                                           | 上野桂助（北日本製紙研究課長）                                       |                                              |      |
| 2    | 1948年（昭和23年） | 児玉作左衛門（北大医学部教授）                               | 上野正吉（北大医学部教授）                                     | 酒井寛一（道農試上川支場長）                                         |                                              |      |
| 3    | 1949年（昭和24年） | 高倉新一郎（北大農学部教授）、知里真志保（北大法文学部講師） |                                                                | 東海林浩太（滝川化学工業）                                           |                                              |      |
| 4    | 1950年（昭和25年） | 田辺三重松（画家）                                           | 木下虎一郎（道水試増殖部長）                                   | 篠島清作（農業）                                                     |                                              |      |
| 5    | 1951年（昭和26年） | 鈴木良吉（家庭学校社名淵分校）                               |                                                                | 道農試農芸化学部土壌第1研究室                                        |                                              |      |
| 6    | 1952年（昭和27年） | クサベラ・レーメ（札幌藤学園理事長）                         | 佐々木酉二（北大農学部教授）                                   |                                                                      |                                              |      |
| 7    | 1953年（昭和28年） | 上野山清貢（画家）                                           | 牧野佐二郎（北大理学部教授）                                   | 遠軽営林署湧別苗畑事業所                                             |                                              |      |
| 8    | 1954年（昭和29年） | 米村喜男衛                                                   | 井上善十郎                                                     | 山口謙三                                                             |                                              |      |
| 9    | 1955年（昭和30年） | 佐藤政次郎（函館盲学校教諭）                                 | 亀井専次（道学大教授）                                         | 添田潤助（道水試函館支場長）                                         |                                              |      |
| 10   | 1956年（昭和31年） | 小田観螢（歌誌「新墾」主宰）                                 | 小川清（旭川鉄道管理局）                                       | 網走市豊郷第六農事実行組合                                           |                                              |      |
| 11   | 1957年（昭和32年） | 木田金次郎（画家）                                           | 浅見義弘（北大応用電気研究所所長）                             | 士幌村農業協同組合                                                   |                                              |      |
| 12   | 1958年（昭和33年） | 杉崎郡作（道社会福祉協議会会長）                             | 堀内寿郎（北大触媒研究所所長）                                 | 飛島貫治（小樽水産高校長）                                           |                                              |      |
| 13   | 1959年（昭和34年） | 栗谷川健一（宣伝美術家）                                     | 山田忍（帯畜大教授）                                           | 成田武四（道農試病虫部長）                                           |                                              |      |
| 14   | 1960年（昭和35年） | 荒谷正雄（札幌音楽院院長）                                   | 山田幸男（北大理学部教授）                                     | 細川定治（北大農学部助教授）                                         |                                              |      |
| 15   | 1961年（昭和36年） | 松本春子（「さわらび会」主宰）                               | 高橋義夫（北大結核研究所長）                                   | 鍵和田暢男（日本製鋼所室蘭製作所次長）、宮野樺太男（同研究所研究員） |                                              |      |
| 16   | 1962年（昭和37年） | 町村敬貴（町村牧場主）                                       | 東健一（北大応用電気研究所所長）                               | 中村嘉寿太（中村採種場主）                                           |                                              |      |
| 17   | 1963年（昭和38年） | ヘルマン・ヘッカ（北大外人教師）                             | 犬飼哲夫（北大名誉教授）                                       | 藤森信四郎（道農試泥炭地研究室長）                                   |                                              |      |
| 18   | 1964年（昭和39年） | 吉田菊太郎（蝦夷文化考古館長）                               | 吉田順五（北大低温科学研究所所長）                             | 高橋敏五郎（北海道建設業信用保証社長）                               |                                              |      |
| 19   | 1965年（昭和40年） | 中俣充志（前札幌市円山動物園長）                             | 飯田広夫（道衛生研究所副所長）                                 | 安藤孝俊（道漁連会長）                                               |                                              |      |
| 20   | 1966年（昭和41年） | 斎藤春雄（道生物保護指導監督）                               | 岡本剛（北大工学部教授）                                       | 阿美長充（太平洋炭礦釧路炭礦代表）                                   |                                              |      |
| 21   | 1967年（昭和42年） | 助川貞利（北星学園大学長）                                   | 松本秋男（北大応用電気研究所所長）                             | 半田芳男（道さけ・ます増殖事業協会理事長）                           |                                              |      |
| 22   | 1968年（昭和43年） | 更科源蔵（詩人、郷土史家）                                   | 和田寿郎（札医大教授）                                         | 黒沢酉蔵（酪農学園長、道開発審議会会長）、弥栄開拓農協               |                                              |      |
| 23   | 1969年（昭和44年） | 釧路叢書編さん委員会                                         | 湊正雄（北大理学部教授）                                       | 小林篤一（ホクレン農協連常任顧問）                                   |                                              |      |
| 24   | 1970年（昭和45年） | 十勝団体研究会                                               | 小幡弥太郎（北大農学部教授）                                   | 大川義男（北海道農材工業会会長）                                     |                                              |      |
| 25   | 1971年（昭和46年） | 阿部謙夫（北海道放送社長）                                   | 横道英雄（北大工学部教授）                                     | 佐藤貢（雪印乳業取締役相談役）                                       |                                              |      |
| 26   | 1972年（昭和47年） | 大野精七（北大、札医大名誉教授）                             | 舘脇操（札幌商大教授、北大名誉教授）                           | 村山大記（北大農学部教授）                                           |                                              |      |
| 27   | 1973年（昭和48年） | 札幌交響楽団                                                 | 吉本千禎（北大応用電気研究所教授）                             | 広瀬経一（北海道拓殖銀行会長）                                       |                                              |      |
| 28   | 1974年（昭和49年） | 本郷新（彫刻家）                                             | 高橋延清（東大名誉教授、前北海道演習林長）                     | 丸谷金保（池田町長）                                                 |                                              |      |
| 29   | 1975年（昭和50年） | 河邨文一郎（札幌医大教授）                                   | 大野和男（北海道建築指導センタ一理事長、北大名誉教授）         | 島本融（日銀政策委員、元北海道銀行頭取）                             |                                              |      |
| 30   | 1976年（昭和51年） | 王子製紙苫小牧工場アイスホッケ一部                           | 根井外喜男（北大低温科学研究所教授）                           | 太田寛一（ホクレン会長）、夕張市農協                                 |                                              |      |
| 31   | 1977年（昭和52年） | 佐藤忠良（彫刻家）                                           | 長谷川由雄（水産庁北海道区水産研究所長）                       | 土谷特殊農機具製作所                                                 |                                              |      |
| 32   | 1978年（昭和53年） | 市立函館図書館                                               | 横山偉和夫                                                     | 光合金製作所                                                         |                                              |      |
| 33   | 1979年（昭和54年） | 船山馨（作家）、虻田町教育研究会                             | 高木荒司（日本甜菜製糖札幌支社長）、増田昭芳（同農事研究部長） | ほくさん                                                             |                                              |      |
| 34   | 1980年（昭和55年） | 前田稚楽寿美（北海道三曲連盟理事長）                         | 酒井昭（北大低温科学研究所教授）                               | 塩田義蔵（日本ミンク協会会長）                                       |                                              |      |
| 35   | 1981年（昭和56年） | 社会福祉法人北海道家庭学校                                   | 尾崎晃（北大工学部教授）                                       | 今井保（丸井今井取締役相談役）                                       |                                              |      |
| 36   | 1982年（昭和57年） | 田上義也（建築家）                                           | 三橋博（北大薬学部教授）                                       | 少覚納（サークル鉄工代表取締役会長）                                 |                                              |      |
| 37   | 1983年（昭和58年） | 木内綾（「優佳良織」織元）                                   | 能町純雄（北大工学部教授）                                     | 川田寛（日本化学飼料社長）                                           |                                              |      |
| 38   | 1984年（昭和59年） | 江差追分会                                                   | 木下誠一（北大教授、低温科学研究所長）                         | 雪印種苗                                                             |                                              |      |
| 39   | 1985年（昭和60年） | 香川軍男（版画家）                                           | 正宗直（北大理学部教授）                                       | カール・W・レイモン（食肉製品製造技術指導者）                        |                                              |      |
| 40   | 1986年（昭和61年） | 国松登（画家）                                               | 洪悦郎（北大工学部教授）                                       | 日本国有鉄道苗穂工場                                                 |                                              |      |
| 41   | 1987年（昭和62年） | 釧路市立博物館                                               | 日本鉄道建設公団青函建設局                                     | 道農試優良米早期開発チーム                                           |                                              |      |
| 42   | 1988年（昭和63年） | 八木義徳（作家）                                             | 岸力（北大工学部教授）                                         | 北島吉光（旭川木工集団事業協同組合顧問）                             |                                              |      |
| 43   | 1989年（平成元年） | 小川原脩（画家）                                             | 高橋長雄（札幌医大名誉教授）                                   | 太田正治（酪農業）                                                   |                                              |      |
| 44   | 1990年（平成2年）  | 中野北溟（書家）                                             | 藤田嘉夫（北大工学部教授）                                     | 富田忠雄（園芸農業）                                                 |                                              |      |
| 45   | 1991年（平成3年）  | 山田秀三（地名研究家）                                       | 東三郎（北大名誉教授）                                         | 道立上川農試優良米早期開発チーム（代表・佐々木多喜雄）               |                                              |      |
| 46   | 1992年（平成4年）  | 和田謹吾（北大名誉教授）                                     | 福田守道（札幌医大教授）                                       | 原正市（稲作専門家）                                                 | 毛利衛（宇宙開発事業団有人宇宙活動推進室長） |      |
| 47   | 1993年（平成5年）  | 荒沢勝太郎（著述業）                                         | 金川弘司（北大教授）                                           | 道立中央農試「ハックナイン」育成チーム、北海道果樹協会               |                                              |      |
| 48   | 1994年（平成6年）  | 三浦綾子（作家）                                             | 加来照俊（北大教授）                                           | 鷹栖町農業技術センター「たかすブランド特産品」開発チーム             |                                              |      |
| 49   | 1995年（平成7年）  | 難波田龍起（画家）                                           | 菊地浩吉（札幌医大教授）                                       | 久保武司（久保木工社長）                                             |                                              |      |
| 50   | 1996年（平成8年）  | フィリップ・グロード（特別養護老人ホーム旭ケ岡の家園長）     | 青田昌秋（北大教授）                                           | ダイナックス                                                         | 財団法人北海道対がん協会                     |      |

| 回次 | 年                 | 社会部門                                                               | 学術部門                                       | 経済部門                     | 特別賞                         | 備考 |
| ---- | ------------------ | ---------------------------------------------------------------------- | ---------------------------------------------- | ---------------------------- | ------------------------------ | ---- |
| 51   | 1997年（平成9年）  | 野村義一（北海道ウタリ協会前理事長）、三宅嘉子（北海道消費者協会会長） | 荒谷登（北大名誉教授）                         | 北日本精機                   |                                |      |
| 52   | 1998年（平成10年） | 関口久作（社会福祉法人「クピド・フェア」理事長）                       | 朝倉利光（北海学園大教授）                     | 小田豊四郎（六花亭製菓会長） |                                |      |
| 53   | 1999年（平成11年） | 小谷博貞（画家）                                                       | 浦沢正三（札幌医大教授）                       | ソメスサドル                 |                                |      |
| 54   | 2000年（平成12年） | 萱野茂（著述業）                                                       | 青木由直（北大教授）                           | 五島軒                       | 岡田弘（北大教授）             |      |
| 55   | 2001年（平成13年） | 工藤欣弥（元札幌芸術の森館長）                                         | 高橋良治（釧路市丹頂鶴自然公園名誉園長）       | 小樽職人の会                 |                                |      |
| 56   | 2002年（平成14年） | 小林静江（ふきのとう文庫創設者）                                       | 品川森一（プリオン病研究センター長）           | 正和電工                     | 倉本聰（脚本家）               |      |
| 57   | 2003年（平成15年） | 原田康子（作家）                                                       | 神谷正男（北大大学院獣医学研究科教授）         | 東和電機製作所               |                                |      |
| 58   | 2004年（平成16年） | 木原直彦（「さっぽろ文庫」編集長）                                     | 喜田宏（北大大学院獣医学研究科長）             | 旭川市旭山動物園             |                                |      |
| 59   | 2005年（平成17年） | 青坂満（江差追分会師匠会会長）                                         | 崎山幸雄（手稲渓仁会病院小児センター長）       | ニトリ                       |                                |      |
| 60   | 2006年（平成18年） | 掛川源一郎（写真家）                                                   | 山内晧平（北大大学院水産科学研究院特任教授）   | 長原実（カンディハウス会長） |                                |      |
| 61   | 2007年（平成19年） | 栃内忠男（画家）                                                       | 藤田正一（北大大学院獣医学研究科教授）         | 富士メガネ                   |                                |      |
| 62   | 2008年（平成20年） | 菊地慶一（文筆業）                                                     | 西村紳一郎（北大大学院先端生命科学研究院教授） | ニッコー                     |                                |      |
| 63   | 2009年（平成21年） | 秋葉實（歴史研究者）                                                   | 鈴木章（北大名誉教授）                         | アレフ                       |                                |      |
| 64   | 2010年（平成22年） | 安田侃（彫刻家）                                                       | 圦本尚義（北大大学院理学研究院教授）           | 金森倉庫                     |                                |      |
| 65   | 2011年（平成23年） | 浅利政俊（桜守）                                                       | 媚山政良（室蘭工大大学院教授）                 | 電制                         |                                |      |
| 66   | 2012年（平成24年） | 前田一歩園財団                                                         | 辻井達一（植物生態学者）                       | 北海道漁協女性部連絡協議会   | 初音ミク（バーチャルシンガー） |      |
| 67   | 2013年（平成25年） | 竹田津実                                                               | 菊地勝弘                                       | 帯広市川西農業協同組合       | 伊藤整文学賞の会               |      |
| 68   | 2014年（平成26年） | 神谷忠孝                                                               | 伊福部達                                       | ニッカウヰスキー北海道工場   |                                |      |
| 69   | 2015年（平成27年） | 北島三郎                                                               | 橋本和仁                                       | 五稜郭タワー                 |                                |      |
| 70   | 2016年（平成28年） | モンキー・パンチとルパン三世                                           | 若菜勇                                         | 株式会社マツオ               | ギリヤーク尼ヶ崎               |      |
| 71   | 2017年（平成29年） | 方波見康雄                                                             | 小林快次                                       | 株式会社セコマ               |                                |      |
| 72   | 2018年（平成30年） | 大黒座                                                                 | 保阪正康                                       | 佐藤水産株式会社             |                                |      |
| 73   | 2019年（令和元年） | 札幌遠友塾 自主夜間中学                                                | 本望修                                         | 丸玉木材株式会社             |                                |      |
| 74   | 2020年（令和2年）  | 大平まゆみ                                                             | 松原仁                                         | 十勝バス株式会社             |                                |      |
| 75   | 2021年（令和3年）  | 小林博                                                                 | 豊嶋崇徳                                       | 横山清                       |                                |      |
| 76   | 2022年（令和4年）  | NPO法人知里森舎                                                        | 安井肇                                         | 北海道ワイン株式会社         |                                |      |
| 77   | 2023年（令和5年）  | 手島圭三郎                                                             | 白土博樹                                       | 道立総合研究機構農業研究本部 |                                |      |
| 78   | 2024年（令和6年）  | 斎藤歩（俳優、脚本家、演出家）                                         | 坪田敏男（北大大学院獣医学研究院教授）         | 上川大雪酒造                 |                                |      |